# TV-året 1996

## Händelser

### Januari
- 8 januari - Sveriges Television omorganiseras. Kanal 1 blir SVT1 och TV 2 blir SVT2. De gamla Kanal 1- och TV 2-organisationerna upphör, efter att ha haft samma form sedan den 1 juli 1987.
- 23 januari - USA:s president Bill Clinton uppmanar USA:s kongress att anta en lag som tvingar TV-tillverkare att installera att V-chip i TV-apparaterna så att föräldrarna lättare kan kontrollera barnens TV-tittande.[1]

### Februari
- 24 februari - I Victoriahallen på Älvsjömässan i Stockholm vinner melodin Den vilda, framförd av One More Time, den svenska Melodifestivalen före Driver dagg faller regn av Andreas Lundstedt och Juliette & Jonathan av Lotta Engberg.

### Augusti
- Augusti - I USA stärks Children's Television Act, som infördes 1990.[2]

### Oktober
- 7 oktober - Nyhetskanalen Fox News lanseras som en konkurrent till etablerade CNN. Under första halvan av 00-talet är Fox News USA:s mest sedda kabel-tv-kanal.

### November
- 2 november - Sista avsnittet av 1987 års tecknade TV-serie om Teenage Mutant Ninja Turtles spelas i USA och heter Divide and Conquer.[3]

### December
- 2 december - Premiär danska TV-morgonprogrammet "Go' morgen Danmark" på  TV 2,[4] äldsta ännu aktiva morgonprogram i Danmark

## TV-program

### Sveriges Television
- 9 januari – Svenska TV-serien Zonen av Martin Asphaug med Jacob Nordenson och Peter Haber.
- 12 mars – Filmen Potatishandlaren av Lars Molin med Eva Gröndahl, Ingvar Hirdwall och Rolf Lassgård.
- 19 mars – Skuggornas hus har premiär med Stefan Sauk.
- 29 mars – Seriestart för Polisen och pyromanen med Per Oscarsson, Stefan Ljungqvist, Alf Nilsson och Evert Lindkvist.
- 11 september – Seriestart för Percy tårar med gänget kring Glenn Killing.
- 18 oktober – Detta har hänt har premiär med Dan Ekborg och Carina Lidbom som programledare. Senare ersätts de av Erik Blix och Anna Mannheimer. I övriga roller syntes Fredrik Lindström, Sussie Ericsson, Ulf Kvensler, Per Eggers, Sten Ljunggren med flera. Programmet sändes till och med 1998.
- 20 oktober – 100 kilo godis med Thomas Gylling.
- 1 december – Årets julkalender är Mysteriet på Greveholm. [5]
- 28 december – Sista programmet i serien Gomorron Sverige sänds. Programledare var Jan Jingryd.

### TV3
- 2 september - Pilotavsnittet av amerikanska dramaserien På heder och samvete visas.

### TV4
- 18 februari - Första avsnittet av Sailor Moon visas.[6]

## Priser och utmärkelser
- 19 november - Hylandpriset - Lena Liljeborg.[1]

## Avlidna
- 7 mars – Erland Hofsten, 84, svensk TV-statistiker.[1]
- 6 maj – Pekka Langer, 76, svensk författare och programledare i TV och radio.[1]
- 19 december – Lasse Holmqvist, 65, svensk tv-programledare, journalist och författare.[1]

### Fotnoter
1. 1 2 3 4 5   Horisont 1996. Bertmarks
2. ↑  ”Quality Television for Children” (på engelska). New York Times. 16 augusti 1996. http://www.nytimes.com/1996/08/16/opinion/quality-television-for-children.html?pagewanted=1. Läst 18 februari 2017.
3. ↑  TV.com
4. ↑  Go' morgen Danmark Arkiverad 4 november 2016 hämtat från the Wayback Machine. Mediefonen.dk (läst 31 oktober 2016)
5. ↑  ”Jultradition”. Arkiverad från originalet den 25 april 2012. https://web.archive.org/web/20120425112719/http://www.jultradition.se/tv.htm. Läst 26 mars 2011.
6. ↑  ”Sailor Moon: TV-serien”. Arkiverad från originalet den 25 maj 2012. https://archive.is/20120525064009/http://www.algonet.se/~khelatar/teve.html.